# Joseph Ashworth
Joseph Ernest Ashworth (sinh ngày 28 tháng 1 năm 1902) là một cầu thủ bóng đá người Anh. Ông đầu quân cho 3 câu lạc bộ — Everton, Nottingham Forest và Blackpool — nhưng chỉ ra sân ở Football League for Forest.